# 342 a.C.

## Eventos
- Segundo ano da Primeira Guerra Samnita entre a República Romana e Sâmnio.
- Caio Márcio Rutilo, pela quarta vez, e Quinto Servílio Aala, pela terceira vez, cônsules romanos.
- Marco Valério Corvo é nomeado ditador pela primeira vez e escolhe Lúcio Emílio Mamercino Privernato como seu mestre da cavalaria.